# Łeonid Kożara
Łeonid Ołeksandrowycz Kożara, ukr. Леонід Олександрович Кожара (ur. 14 stycznia 1963 w Połtawie) – ukraiński dyplomata i polityk, deputowany Rady Najwyższej Ukrainy, w latach 2012–2014 minister spraw zagranicznych.

## Życiorys
W 1985 ukończył studia w zakresie prawa międzynarodowego na Kijowskim Uniwersytecie Państwowym im. Tarasa Szewczenki. W 1991 ukończył aspiranturę w instytucie państwa i prawa Narodowej Akademii Nauk Ukrainy.
Od 1985 do 1990 był pracownikiem naukowym katedry radzieckiego ustroju państwowego i pPrawa Kijowskiej Wyższej Szkoły Partyjnej przy KC KPU. W latach 1990–1992 pracował w sekretariacie Rady Najwyższej Ukrainy jako konsultant. Od 1992 był pracownikiem służby spraw międzynarodowych Administracji Prezydenta Ukrainy. W latach 1994–1997 pełnił funkcję I sekretarza ambasady Ukrainy w Stanach Zjednoczonych, po czym powrócił do pracy w Administracji Prezydenta Ukrainy.
Od 2002 do 2004 sprawował funkcję ambasadora Ukrainy w Szwecji. Po powrocie do kraju objął stanowisko zastępcy szefa Administracji Prezydenta Ukrainy i kierownika głównego zarządu ds. polityki zagranicznej. Jednocześnie był doradcą prezydenta Łeonida Kuczmy ds. międzynarodowych oraz sekretarzem państwowej rady ds. integracji europejskiej i euroatlantyckiej. Z administracji głowy państwa odszedł po objęciu urzędu prezydenta przez Wiktora Juszczenkę w styczniu 2005.
W latach 2005–2006 doradzał liderowi Partii Regionów Wiktorowi Janukowyczowi w sprawach międzynarodowych. W 2006 został wybrany do Rady Najwyższej Ukrainy V kadencji jako kandydat Partii Regionów. Uzyskiwał reelekcję w kolejnych wyborach w 2007 i w 2012. Pełnił funkcję zastępcy przewodniczącego Komitetu Spraw Zagranicznych.
W 2008 został prezesem Centrum Badań Międzynarodowych i Porównawczych. Od 2010 był doradcą prezydenta Wiktora Janukowycza ds. międzynarodowych. Został członkiem rady politycznej Partii Regionów, a w 2010 powierzono mu funkcję zastępcy przewodniczącego tego ugrupowania ds. polityki międzynarodowej.
24 grudnia 2012 objął stanowisko ministra spraw zagranicznych w rządzie Mykoły Azarowa. W 2013 sprawował funkcję przewodniczącego OBWE. Ze stanowiska ministra został odwołany 23 lutego 2014 w okresie wydarzeń Euromajdanu.

## Odznaczenia
- Orderem „Za zasługi” III klasy[2].